# يوفوريا
يوفوريا (بالإنجليزية: Euphoria)‏ هو ألبوم الاستوديو السابع لفرقة الهارد روك البريطانية ديف ليبارد والذي أُصدر عام 1999. هدف الألبوم كان العودة لصوت الفرقة المميز الذي اشتهرت به في الثمانينات. كان الألبوم من إنتاج الفرقة مع بيت وودروف. وصل الألبوم للمرتبة 11 على لائحة بيلبورد 200 ولائحة الألبومات في المملكة المتحدة. الألبوم معروف أيضاً باحتوائه على الأغنية «بروميسس»، والتي تصدرت لائحة بيلبورد لأغاني الروك السائد. أُديت الأغنية في عدة جولات منذ إصدارها، بتعداد قدره 440 أداء وفقاً لموقع سيتليست.إف إم.

## نظرة عامة
بعد سلانغ، لم تكن الفرقة متأكدة من الاتجاه الذي ستتخذه لإصدارها التالي، بعد استئنافها العمل في أبريل 1998.
استعانت الفرقة لاحقاً بخدمات المنتج السابق روبرت جون "مات" لانج لأربعة أيام في دور محدود جداً. كُتبت ثلاث أغانٍ بمشاركة لانج، الذي قدم غناء مساعداً (كما فعل في الألبومات السابقة): «إتس أونلي لاف»، و«أول نايت»، و«بروميسس».
تلقت الأغنية التي سُجلت لأول مرة من قبل فرقة فيفيان كامبل الجانبية كلوك، «تو بي ألايف»، تحويلاً من طرف ديف ليبارد. لأول مرة منذ ألبوم 1981 هاي 'ن' دراي، أضيفت معزوفة موسيقية («دسإنتيغريت» لفيل كولين). كانت هذه المعزوفة معروفة سابقاً باسم «سبانيش سكاي»، وهي أغنية بالاد تحولت لهذا المسار.
ساهم بطل سباقات الفورمولا ون لعام 1996 دامون هيل، جار ريك سافج، بعزف غيتار انفرادي للأغنية «ديموليشن مان».
في أسبوع إصداره الأول، بيعت 98000 نسخة من يوفوريا في الولايات المتحدة وكاد أن يصل الألبوم لأفضل 10 على لائحة بيلبورد 200، حيث حصل على المرتبة 11. تصدرت الأغنية المنفردة الأولى «بروميسس» لائحة بيلبورد للروك السائد في يونيو 1999 - المرتبة التي لم تحصل عليها الفرقة منذ ستة أعوام.
حصل يوفوريا لاحقاً على شهادة «ذهبي» في الولايات المتحدة، وكندا واليابان. استمرت جولة الألبوم المساعدة من مايو 1999 حتى سبتمبر 2000.
مع حلول الذكرى العاشرة لإصدار الألبوم في يونيو 2009، نوهت ذا ريكورد ريفيو إلى أن «الفرقة لم تنجح بعدُ في منافسة مبيعاته مع أي إصدار لاحق (رغم المنافسة الحادة مع X في 2002) ولايزال بارزاً بين القائدين هستيريا وبايرومانيا كأفضل ألبومات الفرقة».

## قائمة الأغاني
| #   | عنوان                          | تأليف                                 | المدة |
| --- | ------------------------------ | ------------------------------------- | ----- |
| 1.  | "ديموليشن مان"                 | فيل كولين، فيفيان كامبل، جو إليوت     | 3:24  |
| 2.  | "بروميسس"                      | كولين، مات لانج                       | 3:59  |
| 3.  | "باك إن يور فيس"               | إليوت، كولين                          | 3:20  |
| 4.  | "غودباي"                       | ريك سافج                              | 3:36  |
| 5.  | "أول نايت"                     | كولين، لانج                           | 3:38  |
| 6.  | "بيبر سان"                     | كولين، كامبل، إليوت، سافج، بيت وودروف | 5:27  |
| 7.  | "إتس أونلي لاف"                | إليوت، لانج، سافج، كامبل              | 4:06  |
| 8.  | "تونتي فيرست شا لا لا لا غيرل" | كولين، إليوت، سافج                    | 4:06  |
| 9.  | "تو بي ألايف"                  | كامبل، بي.جي. سميث                    | 3:53  |
| 10. | "دسإنتيغريت" (معزوفة)          | كولين                                 | 2:51  |
| 11. | "غيلتي"                        | كولين، سافج، إليوت، كامبل، وودروف     | 3:47  |
| 12. | "داي أفتر داي"                 | كولين، إليوت، كامبل                   | 4:36  |
| 13. | "كينغز أوف أوبليفيون"          | إليوت، كولين، سافج                    | 4:18  |

| 14. | "آي أم يور تشايلد (أغنية إضافية للإصدار الياباني)"  | إليوت، كولين، سافج                  | 3:27 |
| 15. | "أندر ماي ويلز (نسخة بدون مكس)* (مقلدة لأليس كوبر)" | مايكل بروس، دينس دوناوي، بوب إزرين  | 3:21 |
| 16. | "وورلدز كولايد"                                     | إليوت، سافج                         | 3:45 |
| 17. | "إيمورتال"                                          | إليوت                               | 3:44 |
| 18. | "بيرن آوت"                                          | ريك ألين، كامبل، كولين، إليوت، سافج | 4:08 |

## شهادات
| البلد            | المزود   | الشهادة (عتبة المبيعات) |
| ---------------- | -------- | ----------------------- |
| الولايات المتحدة | ر.ص.ت.أ. | "ذهبي"                  |
| كندا             | ر.ص.ت.ك. | "ذهبي"                  |

## طاقم العمل

### ديف ليبارد
- جو إليوت - الغناء الرئيسي
- فيل كولين - الإيتار، الغناء المساعد
- فيفيان كامبل - الإيتار، الغناء المساعد
- ريك سافج - غيتار البيس، الغناء المساعد
- ريك ألين - الطبول

### موسيقيون إضافيون
- تشارلوت ريتشي آند 2 بويز - نداء الـ«هيه» في «باك إن يور فيس»
- ريك وورويك، غاري سوليفان، سياران مكغولدريك - التصفيق والـ«هيه» في «باك إن يور فيس»
- روبرت جون "مات" لانج - غناء إضافي في «بروميسس» و«أول نايت»، غيتار إضافي في «أول نايت»
- دامون "الشيطان" هيل - عزف غيتار الخاتمة الانفرادي في «ديموليشن مان»

### إنتاج
- بيت وودروف - إنتاج، هندسة، مكس
- ديف ليبارد - إنتاج
- جير مكدونيل - هندسة
- رونان مكهيو - هندسة
- توم ستانلي - مساعد المكس
- بوب لودفيج - ماستر
- أندي إيرفيكس - العمل الفني
- أندي إيرل - التصوير

## روابط خارجية
- يوفوريا على موقع أول موفي (الإنجليزية)